# Hypsiboas cipoensis
Hypsiboas cipoensis là một loài ếch thuộc họ Nhái bén. Đây là loài đặc hữu của Brasil.
Môi trường sống tự nhiên của chúng là vùng núi ẩm nhiệt đới hoặc cận nhiệt đới, xavan khô, xavan ẩm, sông ngòi, và sông có nước theo mùa. Chúng hiện đang bị đe dọa vì mất môi trường sống.

## Hình ảnh

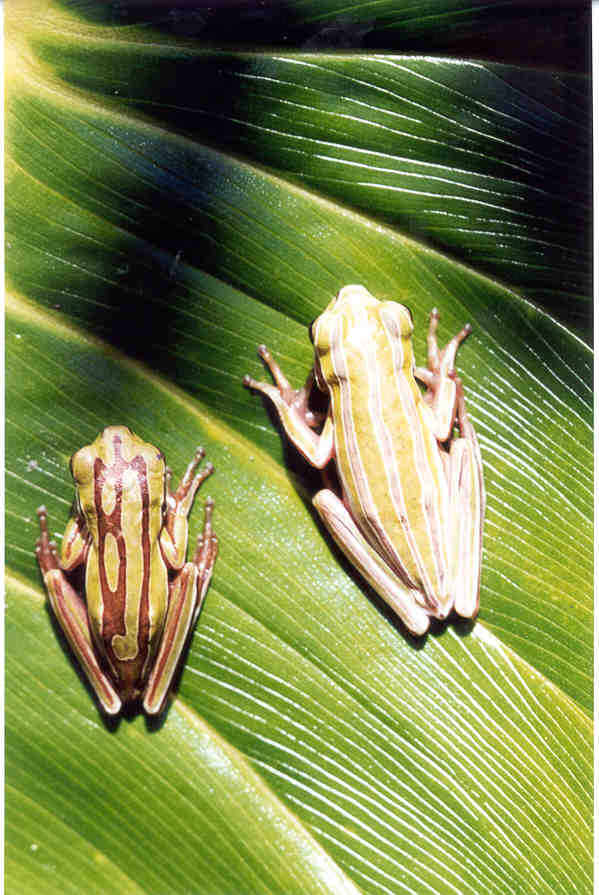
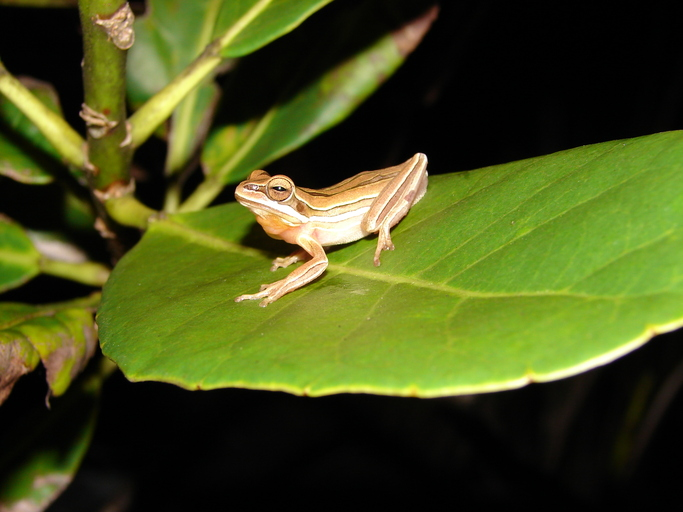